# Сомнамбула (альбом)
«Сомнамбула»  — шестнадцатый студийный альбом российской панк-рок группы Бригадный подряд.

## История создания
В 2012 году группа выпустила два сингла - «Питер рок-н-ролл» и «Гитары». Для записи песни «Питер рок-н-ролл» были приглашены братья Горшенёвы и Илья Чёрт, а для записи песни «Гитары» была приглашена детская вокальная студия «Акварель» под руководством Елены Мальцевой. Обе песни стали популярными и добились успехов на радио. «Питер рок-н-ролл» не раз возглавляла Чартову Дюжину, заняв 11 место по результатам итогового голосования за 2012 год. Альбом был выпущен 13 октября 2013 года силами участников группы, без чьей-либо помощи.

## Список композиций
Все тексты написаны Александром Лукьяновым, кроме отмеченных, вся музыка написана группой «Бригадный Подряд».
| №   | Название            | Текст песни     | Длительность |
| --- | ------------------- | --------------- | ------------ |
| 1.  | «Правда»            |                 | 1:58         |
| 2.  | «Сомнамбула»        |                 | 2:59         |
| 3.  | «Катиться вниз»     |                 | 2:09         |
| 4.  | «Марш неудачников»  |                 | 3:16         |
| 5.  | «Друг»              | Максим Васильев | 2:32         |
| 6.  | «Welcome aboard»    |                 | 2:41         |
| 7.  | «Пей»               |                 | 2:28         |
| 8.  | «Питер рок-н-ролл»  |                 | 2:24         |
| 9.  | «Любезным зрителям» |                 | 2:40         |
| 10. | «Гитары»            |                 | 3:12         |

## Участники записи

### Группа «Бригадный Подряд»
- Анатолий Скляренко — вокал, гитара.
- Александр Лукьянов —  гитара, бэк-вокал.
- Кирилл Поляков —  бас-гитара, бэк-вокал.
- Герман Йоффе —  ударные.

### Приглашённые музыканты
- Илья Чёрт (Пилот), Михаил (Король и Шут)  и Алексей (Кукрыниксы) Горшенёвы  —  вокал (8).
- Павел Сажинов (Король и Шут, Северный флот) —  клавишные.
- Дмитрий Ришко  (Сasper) (Король и Шут, КняZz) —  скрипка (5).
- Степан и Роман (Garlic King) — волынка и вистл соответственно (6).
- Александр Прокопьев (Скорп) (Mosqito) — бэк-вокал  (6).
- Вокальная студия «Акварель» под руководством Елены Мальцевой (Александра Евлюкова, Алина Петрова и Елизавета Шашко) —  вокал (10).

### Техперсонал
- Стас «Святой» Якимов — художник.
- Кирилл Погоничев — звукооператор.
- Работа проводилась на студии «RP-STUDIO» в Санкт-Петербурге[1].

## Описание песен
«Марш неудачников» служит гимном маргиналов всех мастей, а «Катиться вниз» представляет дружеский шарж на них. Алкогольная романтика в полную мощь разворачивается в «Пей», которая «торкает» настолько, что уже само прослушивание этой песни запросто заменит описанную здесь шумную вечеринку. В «Друге» группа играет на поле группы «Кирпичи», описавшей в одноимённом творении не менее жертвенных индивидуумов. «Питер рок-н-ролл» сродни «Большому питерскому блюзу» группы «Пилот».